# Al-Samawa FC
Samawa FC (arabski: نادي السماوة), to Iracki klub piłkarski w mieście As-Samawa. Klub gra w Irackiej Premier League, najwyższej lidze w kraju. Mecze rozgrywa na As Samawah Stadium.

## Osiągnięcia
- Iracka druga liga
  - Zwycięstwo (1): 2014–15